# 武吉知馬戰役

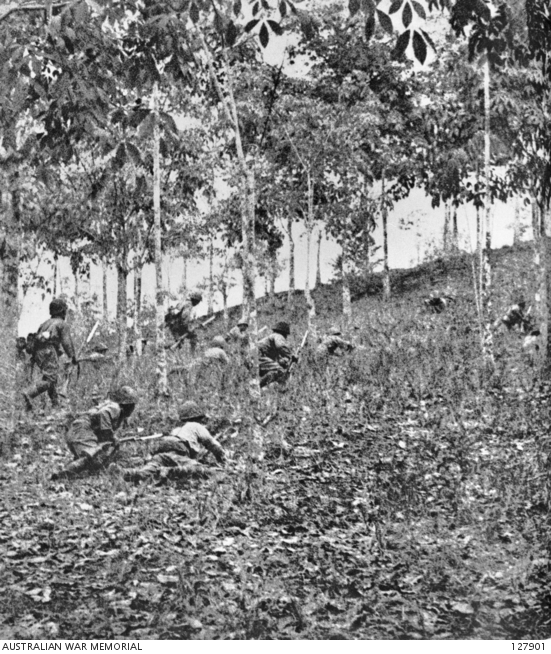

武吉知馬戰役是第二次世界大戰期間1942年2月10日至12日之間大日本帝國陸軍侵略大英帝國所屬新加坡最後階段的一部分，是新加坡戰役的一個組成部份。

## 經過
1942年2月8日，日軍從新加坡西北部登陸，在接下來的幾天內，更多日軍陸續登陸，突破了由澳洲第22步兵旅守衛的西北部莎琳汶沙灘（Sarimbun Beach）防線。2月10日，日軍從克蘭芝河（Kranji River）和新柔長堤之間繼續登陸，突破了澳洲第27步兵旅守衛的北部防線，逐漸把盟軍推向東南方。
當日軍邁向盟軍的重要基地武吉知馬（Bukit Timah）時，組成盟軍的英國、澳洲和印度各個部隊開始在沿著武吉知馬路一帶與日軍進行戰鬥，試圖阻止日軍前進。日軍第5師團在坦克的支援下沿著蔡厝港路（Choa Chu Kang Road）前進，遭到了盟軍和從新加坡華人中招募的星華義勇軍（Dalforce）的抵抗，雙方展開肉搏戰。盟軍最終由於裝備簡陋，被迫後退。到了午夜時，日軍已經佔領了武吉知馬。
2月11日，兩個英軍步兵旅試圖反擊，但被日軍擊退。第二天，日軍近衛師團從北部包抄盟軍陣地，迫使盟軍撤退。星華義勇軍繼續頑強抵抗日軍，導致日軍傷亡慘重。戰鬥結束後，日軍為了報復，在武吉知馬一帶屠殺華人平民。

## 紀念碑
1995年，武吉知馬自然保護區設置了一塊紀念碑，以紀念在第二次世界大戰陣亡的士兵。